# Brasilsat B4
O Brasilsat B4 foi um satélite de comunicação geoestacionário brasileiro construído pela Boeing (Hughes) que está localizado na posição orbital de 91,9 graus de longitude oeste e era operado pela Embratel Star One, uma empresa subsidiária da Embratel. Possuindo polarização linear e a capacidade de 28 transponders em banda C. O satélite foi baseado na plataforma HS-376W e sua expectativa de vida útil era de 12 anos.

## Objetivo
O satélite Brasilsat B4 foi lançado no mês de agosto de 2000 para atendimento a grande demanda no Brasil de variadas aplicações via satélite tais como distribuição de áudio, vídeo, backbone de telefonia fixa e celular e construção de redes corporativas.
Por muitos anos, o Brasilsat B4 foi o satélite responsável por manter em funcionamento o sistema Telesat, da Aeronáutica. Este é o sistema que interliga equipamentos usados no controle do tráfego aéreo brasileiro, como radares e antenas de VHF espalhadas pelo país, responsáveis pela comunicação entre os pilotos das aeronaves em rota e os controladores de tráfego aéreo localizados nos Centros Integrados de Defesa Aérea e Controle de Tráfego Aéreo (CINDACTA I, CINDACTA II, CINDACTA III e CINDACTA IV). Com o fim da vida útil do Brasilsat B4 se aproximando, em 2015, a aeronáutica concluiu a migração do sistema Telesat para o satélite Star One C3. No total, foram reapontadas para o novo satélite 111 estações (antenas) em todo o território nacional.
O mesmo atualmente encontra-se na posição orbital geoestacionária de 91,9 graus oeste para atender a demanda de backbone de telefonia e dados, bem como ao serviço ocasional de vídeo.

## História
O Brasilsat B4 foi o quarto satélite lançado da segunda geração de satélites de comunicações do Brasil, que são o resultado de esforços conjuntos de engenharia e manufatura nos Estados Unidos e no Brasil. A nova série de satélites foram chamados de Brasilsat B. A antiga empresa estatal brasileira Embratel, hoje privatizada, assinou um contrato em agosto de 1990 para a construção dos dois primeiros satélites da série, o Brasilsat B1 e o Brasilsat B2. Em dezembro de 1995, com os novos satélites em órbita e não conseguindo dar conta da demanda de clientes, a Embratel decidiu lançar um terceiro satélite, o Brasilsat B3. O quarto e último satélite da série, o Brasilsat B4, foi ordenado em junho de 1998. O Brasilsat B4 foi operado diretamente pela Embratel até no final de 2000, quando foi criada a Star One uma então subsidiária da mesma, que foi destinada a administração da antiga frota de satélites da Embratel.
Após o satélite ter sido lançado em agosto de 2000, foi colocado na posição orbital de 75 graus de longitude oeste para testes, onde ele permaneceu até o mês de setembro do mesmo ano quando foi movido por meio de uma manobra orbital para 92 graus oeste, local onde satélite permaneceu até fevereiro de 2007, quando foi transferido para 70 graus oeste para substituir o Brasilsat B1, que já estava no final de sua vida útil, o Brasilsat B4 permaneceu nesta posição orbital até junho de 2008, após o lançamento do Star One C2, que o substituiu na banda C. Com isso, o Brasilsat B4 foi movido para a posição orbital de 84 graus de longitude oeste, onde ele substituiu o Brasilsat B3 que foi transferido para 75 graus oeste, o satélite ficou nesta posição orbital até outubro de 2016 quando foi substituído pelo Star One D1. Em novembro do mesmo ano, o B4 foi transferido para 91,9 graus de longitude oeste. Foi transferido para órbita cemitério em junho de 2021.

## Lançamento
O satélite foi lançado com sucesso ao espaço no dia 17 de agosto de 2000, às 23:16 UTC, por meio de um veículo Ariane 44LP a partir do Centro Espacial de Kourou, na Guiana Francesa, juntamente com o satélite Nilesat 102. Ele tinha uma massa de lançamento de 2.495 kg.

## Capacidade e cobertura
O Brasilsat B4 está equipado com 28 transponders em banda C para fornecer comunicações de áudio e vídeo para toda a América do Sul.